# Anessa Aicha Ghomman
Anessa Aicha Ghomman, née le 25 avril 1997, est une rameuse d'aviron tunisienne.

## Carrière
Aux championnats d'Afrique 2015 à Tunis, elle est médaillée de bronze en skiff.